# 岡山県立倉敷琴浦高等支援学校
岡山県立倉敷琴浦高等支援学校（おかやまけんりつ くらしきことうらこうとうしえんがっこう）は、岡山県倉敷市に所在する高等部単独の特別支援学校である。2010年（平成22年）4月に開校した。

## 概要
本校は、岡山県内全域を通学区域とし、1学年の定員は24名である。「家政コース」「流通サービスコース」「環境サービスコース」を設置している。
入学者選考は、調査書、学力検査（国語・数学）、作業能力検査、面接により総合的に判定される。

## 部活動
文化部
- 物づくり、写真・ＰＣ、ボードゲーム、音楽

運動部
- バスケットボール、室内テニス、ソフトボール、バドミントン、サッカー、卓球

## 沿革
- 2008年（平成20年）
  - 1月 - 設置方針発表[3]
- 2009年（平成21年）
  - 4月 - 岡山県立倉敷鷲羽高等学校内に開校準備事務局設置
  - 5月 - 校名募集
  - 6月 - 学校説明会開催
  - 7月 - 入学者選抜実施大要発表、第1回地域連携協力者会議開催、教育相談実施、制服決定、校名内定
  - 10月 - 第2回地域連携協力者会議開催、校章公募、入学者選抜実施要項発表
  - 11月 - 教育相談実施
  - 12月 - 学校設置、初代校長 小田眞弓 着任、出願・入学者選抜実施・合格発表
- 2010年（平成22年）
  - 1月 - 校章決定、第1回入学予定者説明会開催、第3回地域連携協力者会議開催
  - 2月 - 平成21年度校舎改修工事竣工
  - 3月 - 第2回入学予定者説明会開催
  - 4月 - 開校式、第1回入学式挙行
  - 7月 - 学校説明会開催、学校公開実施、教育相談実施
  - 9月 - 入学者選抜実施要項発表
  - 11月 - 教育相談実施
  - 12月 - 出願・入学者選抜実施・合格発表
- 2011年（平成23年）
  - 2月 - 平成22年度校舎改修工事竣工、平成23年度入学予定者説明会開催、校歌発表会実施
- 2012年（平成24年）
  - 1月 - 平成23年度管理棟改修工事竣工
  - 8月 - 平成24年度体育館改修工事竣工
  - 9月 - 平成24年度教室棟エレベーター新設工事竣工
- 2013年（平成25年）
  - 3月 - 第1回卒業証書授与式 挙行
- 2014年（平成26年）
  - 2月 - 健康教育推進学校表彰
  - 4月 - 文部科学省「キャリア教育・就労支援等の充実事業」研究指定（倉敷鷲羽高校との共同研究）
- 2016年（平成28年）
  - 2月 - 文部科学省「キャリア教育・就労支援等の充実事業」成果報告会
  - 10月 - 平成28年度「学校保健」文部科学大臣表彰受賞
- 2017年（平成29年）
  - 1月 - 平成28年度「キャリア教育優良学校」文部科学大臣表彰受賞
- 2019年（令和元年）
  - 10月 - 創立10周年記念式典 挙行
- 2020年（令和2年）
  - 6月 - プロに学べ！作業学習ブラッシュアップ事業実施
- 2022年（令和4年）
  - 4月 - 学校運営協議会設置
  - 11月 - 日本教育工学協会（JAET）より学校情報化優良校に認定

## 歴代校長
- 小田 眞弓（2009年12月～2014年3月）
- 河田 いづる（2014年4月～2017年3月）
- 堀部 淑恵（2017年4月～2020年3月）
- 尾上 泰（2020年4月～2023年3月）
- 髙見 晴寿（2023年4月～）

## 所在地
〒711-0903　岡山県倉敷市児島田の口1丁目1−16

## アクセス
JR瀨戸大橋線「児島駅」前、4番バス乗り場から、下電バス「王子ヶ岳」行きに乗車10分「琴浦高等支援学校前」停留所下車、徒歩3分